# يورغن روزنتال
يورغن روزنتال (بالألمانية: Jürgen Rosenthal)‏ هو طبال ألماني، ولد في 28 يونيو 1949 في Rosengarten, Lower Saxony ‏ في ألمانيا.

## وصلات خارجية
- يورغن روزنتال على موقع ميوزك برينز (الإنجليزية)
- يورغن روزنتال على موقع ديسكوغز (الإنجليزية)